# Rogaška Slatina

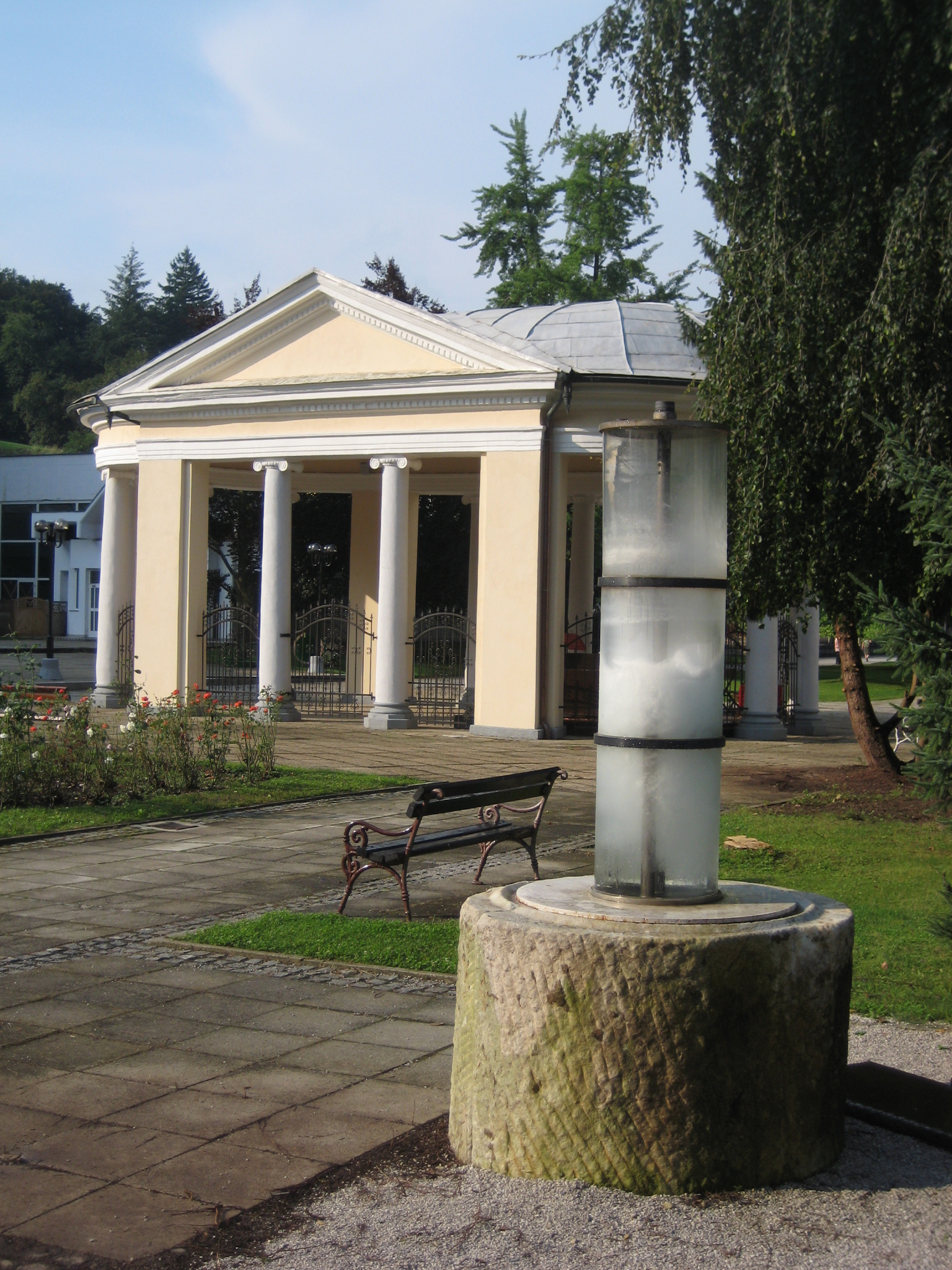
Woda źródlana

Rogaška Slatina (wymowaⓘ) – miasto w Słowenii, w regionie Sawińskim. Siedziba administracyjna gminy Rogaška Slatina. 1 stycznia 2017 liczyła 4 985 mieszkańców.
Znane jest ze swojej leczniczej wody mineralnej, bogatej w magnez, spa i szkła kryształowego. W mieście znajduje się muzeum etnograficzne Juneževa domačija.

## Demografia
Wykres liczby ludności miasta.

## Osoby związane z miastem
- Hilarij Froelich (1811–1878) – pisarz
- Franjo Kolterer (1888–1964) – pisarz
- Avgust Lavrenčič (1925–1996) – malarz, scenograf
- Ela Peroci (1922–2001) – pisarz
- Miloš Verk (1890–1952) – kartograf